# Борщівська сільська рада (Балаклійський район)
Борщі́вська сільська́ ра́да — колишній орган місцевого самоврядування в Балаклійському районі Харківської області. Адміністративний центр — село Борщівка.

## Загальні відомості
- Борщівська сільська рада утворена в 1924 році.
- Територія ради: 48,704 км²
- Населення ради: 1 292 особи (станом на 2001 рік)
- Територією ради протікає річка Волоська Балаклійка.

## Населені пункти
Сільській раді були підпорядковані населені пункти:
- с. Борщівка

## Склад ради
Рада складалася з 16 депутатів та голови.
- Голова ради: Шульга Лідія Леонідівна
- Секретар ради: Ярмоленко Світлана Миколаївна

### Керівний склад попередніх скликань
| Прізвище, ім'я, по батькові | Основні відомості                                                 | Дата обрання | Дата звільнення |
| --------------------------- | ----------------------------------------------------------------- | ------------ | --------------- |
| Перерва Василь Миколайович  | Сільський голова, 1957 року народження, член Народної партії      | 26.03.2006   | 31.10.2010      |
| Шульга Лідія Леонідівна     | Сільський голова, 1958 року народження, освіта вища, позапартійна | 31.10.2010   |                 |

Примітка: таблиця складена за даними сайту Верховної Ради України

### Депутати
За результатами місцевих виборів 2010 року депутатами ради стали:

#### За суб'єктами висування
| Суб'єкт висування                                       | Кількість обраних депутатів | %    |
| ------------------------------------------------------- | --------------------------- | ---- |
| Партія регіонів                                         | 12                          | 75   |
| Соціалістична партія України                            | 2                           | 12,5 |
| Політична партія Всеукраїнське об'єднання «Батьківщина» | 1                           | 6,3  |
| Політична партія «Сильна Україна»                       | 1                           | 6,3  |

#### За округами
| № округу                                                | Прізвище, ім'я, по батькові       | Дата визнання обраним | Освіта             | Партійна приналежність                        | Відомості про обраного депутата                               |
| ------------------------------------------------------- | --------------------------------- | --------------------- | ------------------ | --------------------------------------------- | ------------------------------------------------------------- |
| Партія регіонів                                         |                                   |                       |                    |                                               |                                                               |
| 1                                                       | Колєсніченко Світлана Анатоліївна | 01.11.2010            | вища               | член Партії регіонів                          | Борщівська сільська рада, спеціаліст з бухгалтерського обліку |
| 2                                                       | Сидоренко Григорій Миколайович    | 01.11.2010            | середня спеціальна | член Партії регіонів                          | В/ч А 1352, охоронець                                         |
| 4                                                       | Чехарін Микола Васильович         | 01.11.2010            | середня спеціальна | член Партії регіонів                          | пенсіонер                                                     |
| 5                                                       | Ярмоленко Сергій Миколайович      | 01.11.2010            | середня спеціальна | член Партії регіонів                          | «Балаклійські теплові мережі», майстер                        |
| 7                                                       | Деревянко Валентина Василівна     | 01.11.2010            | середня спеціальна | член Партії регіонів                          | Борщівський фельдшерсько-акушерський пункт, медична сестра    |
| 8                                                       | Кишинська Тамара Віталіївна       | 01.11.2010            | середня спеціальна | член Партії регіонів                          | тимчасово не працює                                           |
| 9                                                       | Крикун Геннадій Миколайович       | 01.11.2010            | середня спеціальна | член Партії регіонів                          | СТОВ «Борщівське», агроном                                    |
| 10                                                      | Таряник Володимир Іванович        | 01.11.2010            | вища               | член Партії регіонів                          | КП БРР «Балаклійський водоканал», начальник КОС               |
| 11                                                      | Доценко Андрій Іванович           | 01.11.2010            | середня спеціальна | член Партії регіонів                          | тимчасово не працює                                           |
| 12                                                      | Крикун Олександр Олексійович      | 01.11.2010            | середня спеціальна | член Партії регіонів                          | СТОВ «Борщівське», механізатор                                |
| 15                                                      | Сидоренко Майя Віталіївна         | 01.11.2010            | середня спеціальна | член Партії регіонів                          | Борщівська загальноосвітня школа, заступник директора         |
| 16                                                      | Чехарін Віталій Миколайович       | 01.11.2010            | середня спеціальна | член Партії регіонів                          | приватний підприємець                                         |
| Політична партія Всеукраїнське об'єднання «Батьківщина» |                                   |                       |                    |                                               |                                                               |
| 14                                                      | Чехаріна Олена Володимирівна      | 01.11.2010            | середня спеціальна | член Всеукраїнського об'єднання «Батьківщина» | тимчасово не працює                                           |
| Політична партія «Сильна Україна»                       |                                   |                       |                    |                                               |                                                               |
| 6                                                       | Пономаренко Віталій Миколайович   | 01.11.2010            | вища               | член Політичної партії «Сильна Україна»       | тимчасово не працює                                           |
| Соціалістична партія України                            |                                   |                       |                    |                                               |                                                               |
| 3                                                       | Гнідь Віталій Іванович            | 01.11.2010            | вища               | позапартійний                                 | ВАТ «Харківгаз», слюсар                                       |
| 13                                                      | Ярмоленко Світлана Миколаївна     | 01.11.2010            | вища               | позапартійна                                  | Борщівська сільська рада, секретар                            |